# Carnas
Carnas ist eine französische Gemeinde mit 540 Einwohnern (Stand 1. Januar 2022) im Département Gard in der Region Okzitanien. Sie gehört zum Arrondissement Le Vigan und zum Kanton Quissac. Sie grenzt im Norden an Brouzet-lès-Quissac, im Nordosten an Sardan, im Osten an Gailhan und Saint-Clément, im Südosten an Aspères und Garrigues, im Süden an Galargues, im Südwesten an Saint-Bauzille-de-Montmel und im Westen an Vacquières.

## Bevölkerungsentwicklung
| Jahr      | 1962 | 1968 | 1975 | 1982 | 1990 | 1999 | 2008 | 2017 |
| --------- | ---- | ---- | ---- | ---- | ---- | ---- | ---- | ---- |
| Einwohner | 272  | 259  | 218  | 220  | 266  | 317  | 398  | 479  |